# Младен Рудоня
Младен Рудоня (словен. Mladen Rudonja, нар. 26 липня 1971, Копер) — словенський футболіст, нападник.
Насамперед відомий виступами за низку словенських клубів, англійський «Портсмут», а також за національну збірну Словенії.

## Клубна кар'єра
У дорослому футболі дебютував у 1991 році виступами за команду клубу «Копер», в якій провів один сезон, взявши участь у 32 матчах чемпіонату. 
Згодом з 1992 до 2000 року грав у складі команд клубів «Ізола», «Загреб», «Копер», «Олімпія» (Любляна), «Марсонія», «Гориця», «Примор'є» та «Сент-Трюйден».
Своєю грою за останню команду привернув увагу представників тренерського штабу англійського клубу «Портсмут», до складу якого приєднався у 2000 році. Відіграв за клуб з Портсмута наступні два сезони своєї ігрової кар'єри, протягом яких лише 14 разів виходив на поле в матчах чемпіонату.
Протягом 2002—2007 років захищав кольори «Олімпії» (Любляна), кіпрських «Аполлона» та «Анортосіса», а також «Копера».
Завершив професійну ігрову кар'єру в люблянській «Олімпії», у складі якої вже виступав раніше. Увійшов до складу команди у 2007 році, захищав її кольори до припинення виступів на професійному рівні у 2009.

## Виступи за збірну
У 1994 році дебютував в офіційних матчах у складі національної збірної Словенії. Протягом кар'єри у національній команді, яка тривала 10 років, провів у формі головної команди країни 63 матчі, забивши 1 гол.
У складі збірної був учасником чемпіонату Європи 2000 року у Бельгії та Нідерландах, чемпіонату світу 2002 року в Японії і Південній Кореї.

## Титули і досягнення
- Чемпіон Словенії (1):

Олімпія (Любляна): 1994-95
- Володар Кубка бельгійської ліги (1):

Сінт-Трейден: 1998-99
- Чемпіон Кіпру (1):

Антортосіс: 2004-05
- Володар Кубка Словенії (4):

Олімпія (Любляна): 1995-96, 2002-03
Копер: 2005-06, 2006-07
- Володар Суперкубка Словенії (2):

Олімпія (Любляна): 1995
Гориця: 1996